# Casa Arnús
La Maison Arnús, ou el Pinar (La Pinède), est un bâtiment moderniste d'Enric Sagnier construit en 1903, situé à Barcelone, et protégé comme bien culturel d'intérêt local. Bâti initialement comme habitation familiale isolée, il a un aspect de palais-château de considérables dimensions et est entouré d'une pinède.

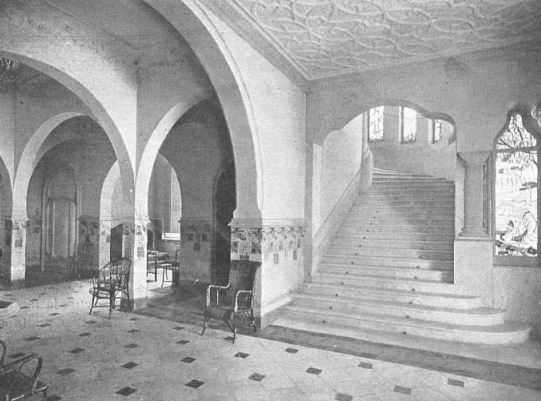
Patio et escalier - année 1904

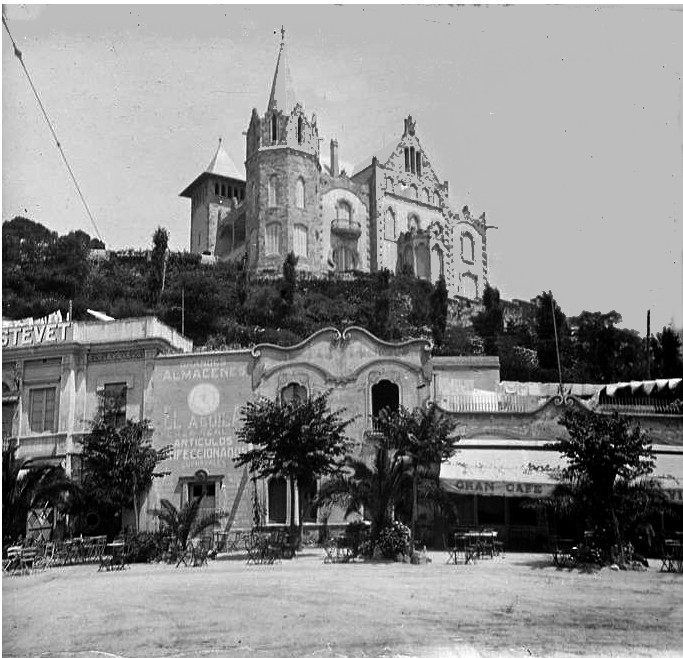
En 1918

## Histoire
Il a été construit pour le médecin Manuel Arnús i Fortuny (1852-1930), neveu d'Evarist Arnús i de Ferrer (1820-1890), fondateurs de prestigieuses banques.
Pendant la guerre civile d'Espagne, de 1936 à 1939 il a accueilli des réfugiés ; il est resté ensuite abandonné, ce qui a abîmé tant l'intérieur que l'extérieur. Plus tard l'édifice est passé entre les mains de la communauté religieuse des Filles de la Charité de Saint Vincent de Paul.
En 1976 il est acquis par la Fondation Asepeyo, qui le restaure. La restauration, très réussie, restituant l'aspect original, est achevée en 1991. Actuellement il est le siège de la Fondation, qui a soin de maintenir la propriété dans de bonnes conditions.

## Source de traduction
- (ca) Cet article est partiellement ou en totalité issu de l’article de Wikipédia en catalan intitulé « Casa Arnús » (voir la liste des auteurs).